# Bruno Fernandes (ator)

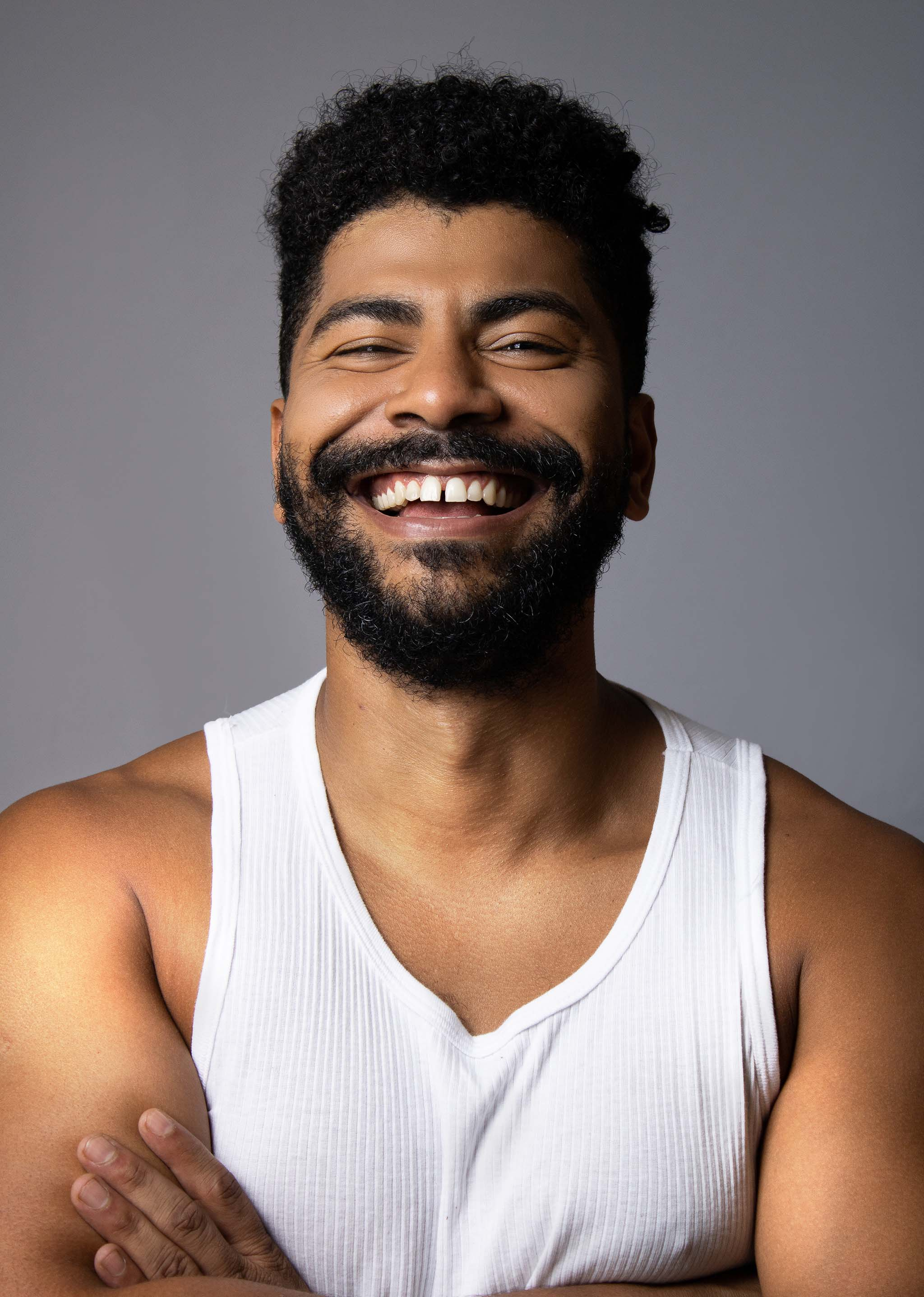
Ensaio com Dan Furtado em 2024

Bruno Fernandes (Porto Alegre) é um ator e diretor de teatro brasileiro, conhecido por interpretar o personagem Leo no filme Tinta Bruta, que estreou no Festival Internacional de Cinema de Berlim de 2018. Ganhou o prêmio de Melhor Ator Coadjuvante no Festival do Rio de 2018.

## Filmografia

### Cinema
- 2018: Tinta Bruta - Leo
- 2020: Vento Seco
- 2020: Fragmentos ao Vento: 1945 - Antônio (curta-metragem)
- 2020: Rebel Machine: Dancing Alone (video)
- 2020: Fulgor - Jean (curta-metragem)

### Televisão
- 2014:Segredos Médicos - Davi Ribeiro
- 2019-2020: Paralelo 30 - Mocito
- 2021: Via Pública - João